# Метелик-слимачок шкідливий
Метелик-слимачок шкідливий (Apterona helicoidella) — міль родини Psychidae, яка широко розповсюджена в Європі, від Португалії через більшу частину центральної Європи та Альп до Уралу. Зустрічається також на Балканах і в Туреччині. Він був інтродукований у Сполучених Штатах випадково в 1940-х роках. Зараз він зустрічається в багатьох середньоатлантичних штатах.

## Морфологічні особливості
Малі, сірі, здатні до польоту самці-імаго. Самиці не літають. Самиці мають форму, схожу на опариша, у них відсутні ноги, вусики, очі й ротовий апарат. Вони сіро-жовтого кольору. Гусениці жовтуватого кольору. Голова чорно-бура з жовтими плямами. Яскраво розділені груди забарвлені в чорно-коричневий колір.

## Спосіб життя
Гусениці мають однорічний період розвитку. Самиці вилуплюються в червні або липні. Мішечки, наповнені живими гусеницями, були помічені на гілках, що плавають у річках, тому, попри неможливість літати, вони можуть відкрити нові території. Відомо також, що мішечки можуть подорожувати у пір'ї птахів або в шерсті тварин. Протягом усієї стадії гусениці гусениця залишається в захисній оболонці і в ній заляльковується. Відразу після вилуплення відбувається партеногенетичне розмноження, і тривалість життя самиць часто становить лише кілька годин. Гусениці харчуються багатьма різними рослинами.